# Adissan
Adissan – miejscowość i gmina we Francji, w regionie Oksytania, w departamencie Hérault.
Według danych na rok 1990 gminę zamieszkiwało 706 osób, a gęstość zaludnienia wynosiła 158 osób/km² (wśród 1545 gmin Langwedocji-Roussillon Adissan plasuje się na 425. miejscu pod względem liczby ludności, natomiast pod względem powierzchni na miejscu 1033.).